# PLK (rapper)
PLK, pseudonimo di Mathieu Claude Daniel Pruski (Parigi, 15 aprile 1997), è un rapper francese.

## Biografia
Figlio di una madre corsa e di un padre immigrato dalla Polonia a causa della seconda guerra mondiale, PLK si è fatto conoscere con Ténébreux, mixtape d'esordio, che ha scalato la Top Albums fino al 35º posto.
Il suo primo album in studio, intitolato Polak, si è fermato in top ten sia in Francia che in Vallonia ed è stato certificato triplo platino dalla SNEP. Sono seguiti i progetti Platinum (oro; 2018), Mental (doppio platino; 2019) ed Enna (diamante; 2020).
Nel 2021 ha collaborato con Soso Maness, incidendo la hit estiva Petrouchka, tratta dal terzo disco Avec le temps; diamante in Francia e oro in Svizzera, è stata la sua prima numero uno nella Top Singles francese e in quella vallona, nonché la seconda canzone più consumata durante l'anno in suolo francese.
Il suo terzo LP, Chambre 140, è stato pubblicato nel febbraio 2024 ed è arrivato al vertice delle classifiche in Francia (dove è platino), Vallonia e Svizzera.

## Discografia

### Album in studio
- 2018 – Polak
- 2020 – Enna
- 2024 – Chambre 140

### EP
- 2015 – Peur de me tromper
- 2016 – Dedans
- 2023 – 2069

### Mixtape
- 2017 – Ténébreux
- 2018 – Platinum
- 2019 – Mental

### Singoli
- 2017 – Du mal
- 2019 – Tous le jours (con Phénomène Bizness)
- 2019 – Jack Fuego (con SDM)
- 2021 – Tu vois comment? (con Zkr)
- 2021 – Pas bien (con Kore)
- 2021 – Fils 2 (con Niro)
- 2021 – À la base
- 2021 – Tour de France (con Kabe e Favst)
- 2022 – Nuages qui passe (con Nessbeal)
- 2023 – Quand tout s'enflamme (con Georgio)
- 2023 – Décembre
- 2023 – Escorte (con Werenoi)
- 2024 – Confidences (con Vacra)
- 2024 – Allez (con Soso Maness e Naps)
- 2025 – Tableau de bord (con Alonzo)

### Collaborazioni
- 2021 – Petrouchka (Soso Maness feat. PLK e/o RAF Camora)